# Chézeaux
Chézeaux est une commune française, située dans le département de la Haute-Marne en région Grand Est.

## Géographie
| Varennes-sur-Amance     | Coiffy-le-Bas | Coiffy-le-Haut |
|                         | Chézeaux      |                |
| Champigny-sous-Varennes |               | Soyers         |

### Hydrographie
La commune est dans le bassin versant de la Saône au sein du bassin Rhône-Méditerranée-Corse. Elle est drainée par la Petite Amance, le ruisseau de Maljoie, le ruisseau des Prés Rougets, le ruisseau du Gravier et le ruisseau de Pré Soir.
La Petite-Amance, d'une longueur de 19 km, prend sa source dans la commune de Saulxures et se jette  dans l'Amance à Bize, après avoir traversé neuf communes. 

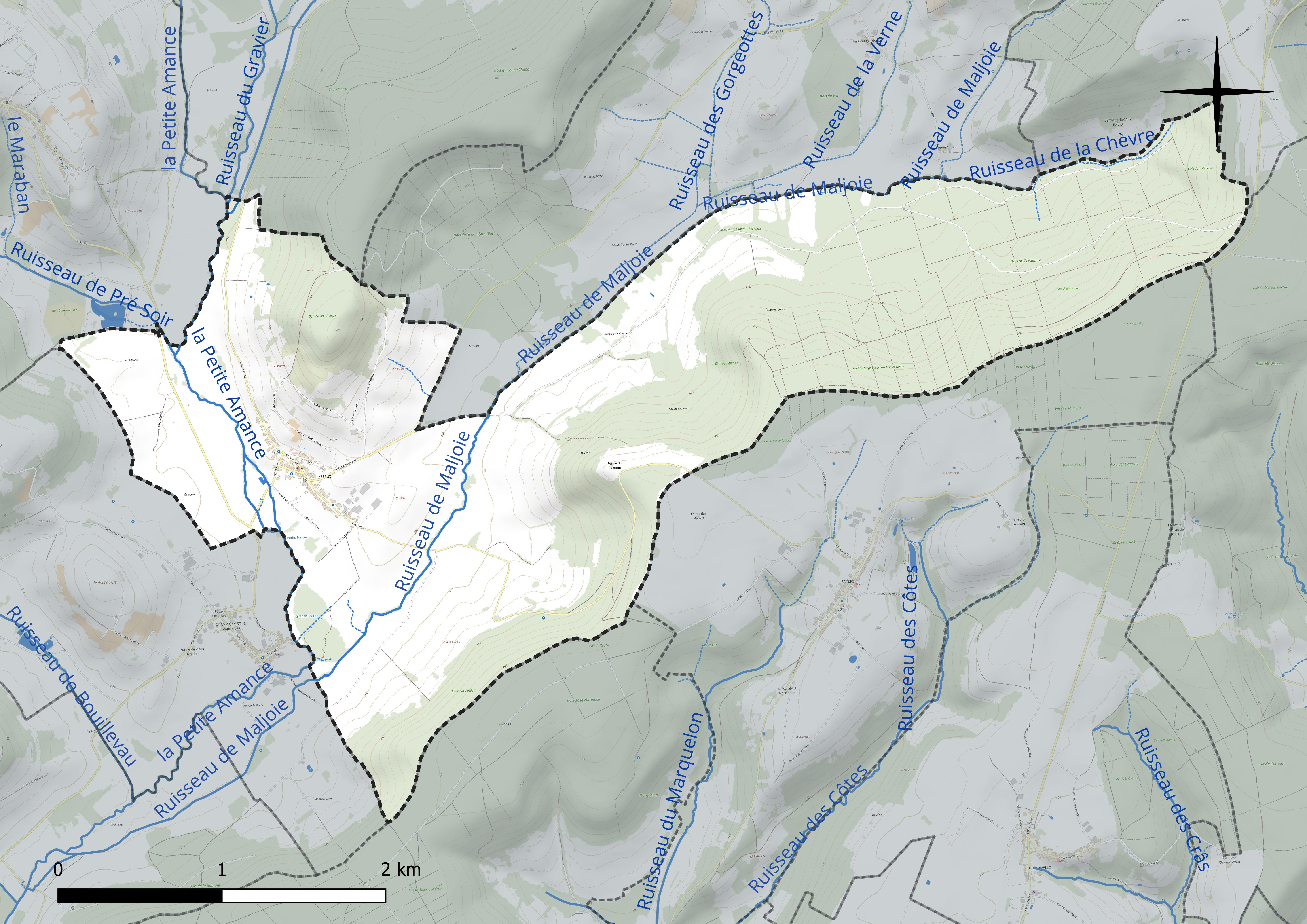
Réseau hydrographique de Chézeaux.

Le ruisseau de Maljoie, d'une longueur de 10 km, prend sa source dans la commune de Coiffy-le-Haut et se jette  dans la Petite-Amance à Arbigny-sous-Varennes, après avoir traversé cinq communes. 

## Urbanisme

### Typologie
Au 1er janvier 2024, Chézeaux est catégorisée commune rurale à habitat très dispersé, selon la nouvelle grille communale de densité à sept niveaux définie par l'Insee en 2022.
Elle est située hors unité urbaine et hors attraction des villes,.

### Occupation des sols
L'occupation des sols de la commune, telle qu'elle ressort de la base de données européenne d’occupation biophysique des sols Corine Land Cover (CLC), est marquée par l'importance des territoires agricoles (49,5 % en 2018), une proportion identique à celle de 1990 (49,5 %). La répartition détaillée en 2018 est la suivante : 
forêts (48 %), prairies (47,1 %), zones urbanisées (2,4 %), terres arables (2,4 %). L'évolution de l’occupation des sols de la commune et de ses infrastructures peut être observée sur les différentes représentations cartographiques du territoire : la carte de Cassini (XVIIIe siècle), la carte d'état-major (1820-1866) et les cartes ou photos aériennes de l'IGN pour la période actuelle (1950 à aujourd'hui).

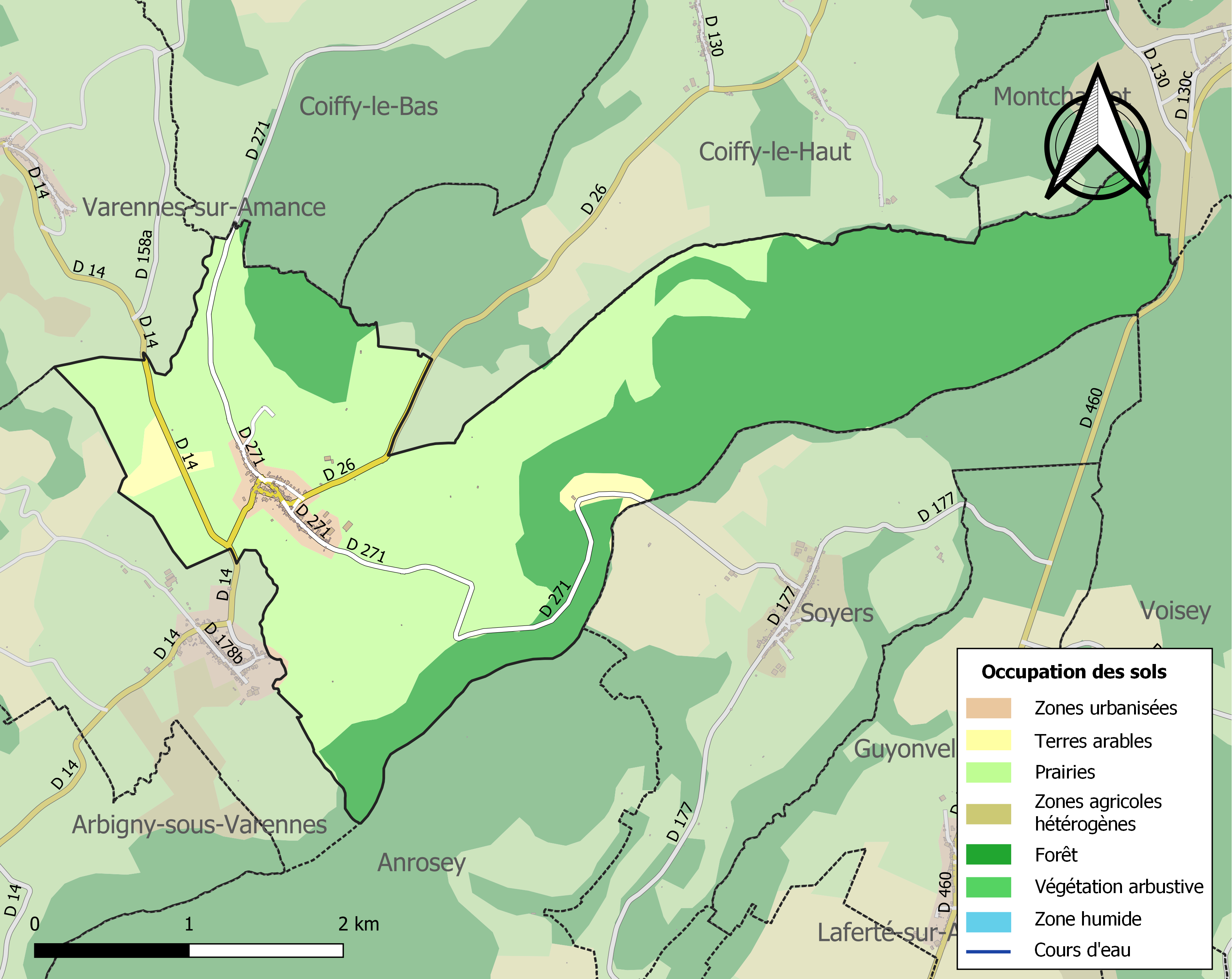
Carte des infrastructures et de l'occupation des sols de la commune en 2018 (CLC).

## Toponymie
Le nom de la localité est attesté sous les formes Chesaus (1227) ; Chesaiz (1271) ; Chesaux (1312) ; Chesaulx (XIVe siècle) ; Chassaulx (1461) ; Chesaulx-soubz-Varennes (1508) ; La grange de Chezaux (1675) ; Chéseaux (1769) ; Chézeaux (1770).

Pluriel de l'oïl chesal « métairie , manoir entouré de terres ».

## Histoire
Le 1er août 1972, Chézeaux est rattachée par fusion-association à Varennes-sur-Amance au sein d'une nouvelle commune appelée Terre-Natale. Le 1er janvier 2012, la commune de Chézeaux est rétablie.

## Politique et administration

### Liste des maires
| Période                                  | Période  | Identité      | Étiquette | Qualité |
| ---------------------------------------- | -------- | ------------- | --------- | ------- |
| Les données manquantes sont à compléter. |          |               |           |         |
| mars 2012                                | En cours | Daniel Rollin |           |         |

## Population et société

### Démographie
L'évolution du nombre d'habitants est connue à travers les recensements de la population effectués dans la commune depuis 1793. Pour les communes de moins de 10 000 habitants, une enquête de recensement portant sur toute la population est réalisée tous les cinq ans, les populations de référence des années intermédiaires étant quant à elles estimées par interpolation ou extrapolation. Pour la commune, le premier recensement exhaustif entrant dans le cadre du nouveau dispositif a été réalisé en 2004.

En 2022, la commune comptait 78 habitants, en évolution de +6,85 % par rapport à 2016 (Haute-Marne : −4,62 %, France hors Mayotte : +2,11 %).
| 1793 | 1800 | 1806 | 1821 | 1831 | 1836 | 1841 | 1846 | 1851 |
| ---- | ---- | ---- | ---- | ---- | ---- | ---- | ---- | ---- |
| 425  | 449  | 521  | 540  | 558  | 551  | 529  | 578  | 580  |

| 1856 | 1861 | 1866 | 1872 | 1876 | 1881 | 1886 | 1891 | 1896 |
| ---- | ---- | ---- | ---- | ---- | ---- | ---- | ---- | ---- |
| 535  | 562  | 533  | 506  | 501  | 474  | 508  | 457  | 411  |

| 1901 | 1906 | 1911 | 1921 | 1926 | 1931 | 1936 | 1946 | 1954 |
| ---- | ---- | ---- | ---- | ---- | ---- | ---- | ---- | ---- |
| 403  | 374  | 337  | 269  | 250  | 234  | 218  | 195  | 190  |

| 1962 | 1968 | 2014 | 2019 | 2022 | - | - | - | - |
| ---- | ---- | ---- | ---- | ---- | - | - | - | - |
| 162  | 162  | 72   | 76   | 78   | - | - | - | - |